# 유산구균속
유산구균속(Lactococcus)은 인간 유산균의 집합으로, 연쇄상구균과에 속하는 그람 양성 균속의 하나이다. 좁은 의미에서의 유산구균이다. 구균으로 포자를 형성하지 않고 운동성이 없다. 요구르트와 치즈 등의 유산균 발효식품에 많이 포함되어 있다. 특히 기준 종인 Lactococcus lactis가 중요하다. pH 및 염도의 변화에 강하고 자연계에 널리 존재한다.
아래와 같은 12종이 알려져 있다.
- L. chungangensis
- L. formosensis
- L. fujiensis
- Lactococcus hircilactis
- L. garvieae
  - L. garvieae subsp. garvieae
  - L. garvieae subsp. bovis
- L. lactis
  - L. lactis subsp. cremoris
  - L. lactis subsp. hordniae
  - L. lactis subsp. lactis
  - L. lactis subsp. tructae
- Lactococcus laudensis
- Lactococcus nasutitermitis
- L. piscium
- L. plantarum
- L. raffinolactis
- L. taiwanensis